# Maucourt (Oise)
Maucourt é uma comuna francesa na região administrativa de Altos da França, no departamento de Oise. Estende-se por uma área de 3,12 km². Em 2010 a comuna tinha 248 habitantes (densidade: 79,5 hab./km²).